# Côn Sơn (tỉnh)
Côn Sơn là một tỉnh của Việt Nam Cộng hòa, bao gồm toàn bộ quần đảo cùng tên (còn gọi là Côn Đảo).

## Lịch sử
Ngày 22 tháng 10 năm 1956, Tổng thống Việt Nam Cộng hòa Ngô Đình Diệm ban hành Sắc lệnh số 143-NV về việc thành lập tỉnh Côn Sơn trên cơ sở đơn vị hành chính Côn Đảo.
Ngày 24 tháng 4 năm 1965, chính quyền Việt Nam Cộng hòa ban hành Sắc lệnh số 75-NV về việc đổi tên tỉnh Côn Sơn thành cơ sở hành chính Côn Sơn trực thuộc Bộ Nội vụ và chức tỉnh trưởng được đổi thành Đặc phái viên hành chính.
Ngày 1 tháng 11 năm 1974, Tổng thống Đệ Nhị Cộng hòa Việt Nam Nguyễn Văn Thiệu ban hành Quyết định về việc đổi tên Cơ sở hành chính Côn Sơn thành thị xã Phú Hải thuộc tỉnh Gia Định.
Các trại tù đều được ghép thêm chữ Phú: Trại I thành Trại Phú Thọ, Trại II thành Trại Phú Sơn, Trại IV thành Trại Phú Tường, Trại V thành Trại Phú Phong, Trại VI thành Trại Phú An, Trại VII thành Trại Phú Bình và Trại VIII thành Trại Phú Hưng. Giai đoạn này số tù nhân lên đến 8.000 người.
Hiện nay đây là đơn vị hành chính cấp huyện thuộc tỉnh Bà Rịa – Vũng Tàu.